# Baie de Hellamaa
 (novembre 2023).
Si vous disposez d'ouvrages ou d'articles de référence ou si vous connaissez des sites web de qualité traitant du thème abordé ici, merci de compléter l'article en donnant les références utiles à sa vérifiabilité et en les liant à la section « Notes et références ».
La baie de Hellamaa, en estonien Hellamaa laht, est une baie de la mer Baltique située sur la côte Nord-Est de l'île estonienne de Hiiumaa.

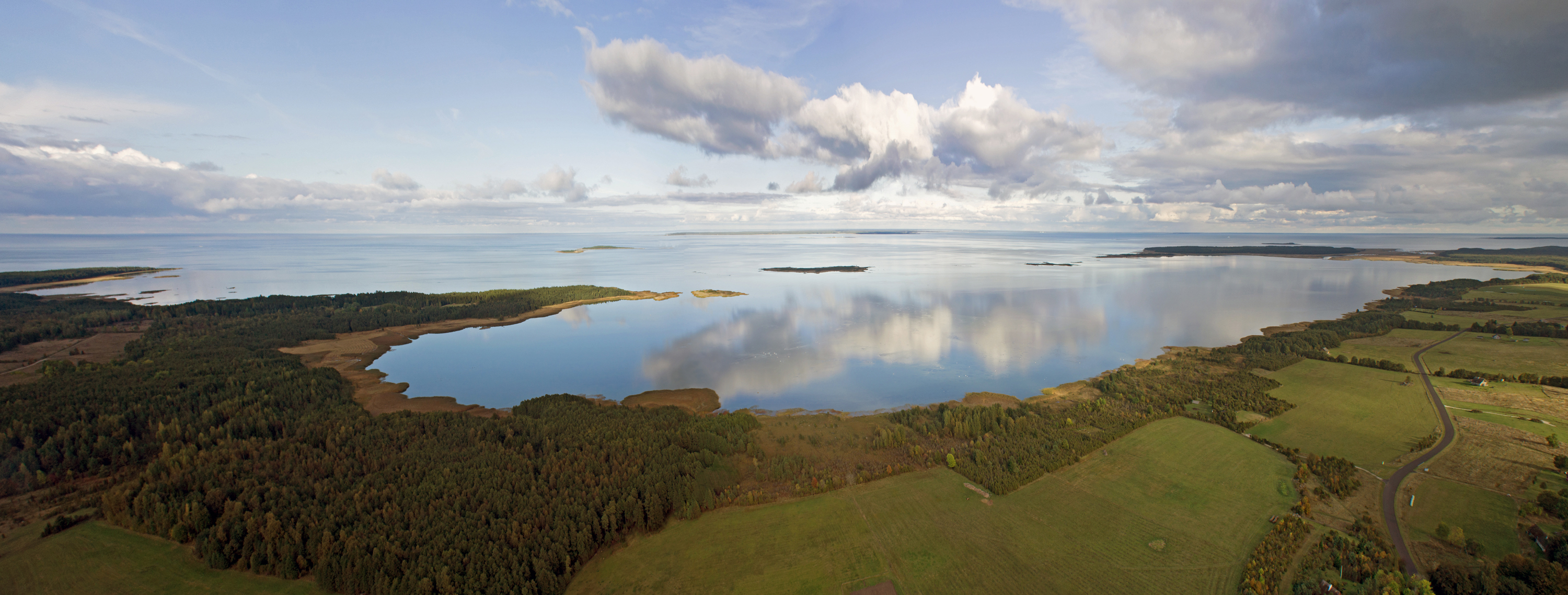
Panorama de la baie.